# Aguelmame Abakhane
Aguelmame Abekhane (أكلمام أبخان), qui signifie en Tamazight le lac noir, est un lac de montagne d'origine karstique de forme ovale, long de quelque 700 m et de large de 500 m, 1700m d'altitude sa profondeur est de 2 mètres, et d'une capacité de 120.000 m3.
A signaler que l'eau du lac est toxique, ce qui rend la vie des poissons impossible.
Situé à Timdghasse des Ait Lahcen, province de Khénifra accessible de Khénifra par la route de Tighassaline, Ait Yahia Ou Saad et Elkbab.
Un autre lac du même nom se trouve dans le territoire zayan des Ait Mai (Admer).

## Présentation
Il est surplombé à l'ouest par des reliefs couverts de chênes verts, à l'est, les terrains plats qui lui sont proches sont cultivés. La végétation aquatique submergée est composée essentiellement de Myriophyllum spicatum, de Ranunculus aquatilis et de Polygonum amphibium.
Le lac est peu accessible aux visiteurs et subit de ce fait peu d'impact, comparativement aux autres lacs. Cependant, son avifaune n'est pas à l'abri des chasseurs qui profitent de son éloignement du poste de garde forestier pour faire des ravages dans le gibier aquatique.
Anatides: constituent la plus importante famille de l'ordre des Anseriformes. Elle comprend les oies, les cygnes, les canards et espèces apparentées .
Casarca ferruginea ,Anas platyrhynchos,Anas clypeata,Aythya ferina
Fulica atra+cristata Tachybaptus ruficollis .